# نيك بارمبي
نيك بارمبي (بالإنجليزية: Nick Barmby)‏ (مواليد 11 فبراير 1974 في هول - إنجلترا) لاعب كرة قدم إنجليزي يلعب حاليا لصالح نادي الدرجة الممتازة هال سيتي الإنجليزي منذ 2004 في مركز الوسط المحوري كما يجيد اللعب في مركز المهاجم .

## مسيرته الكروية
لعب نيك بارمبي خلال مسيرته الاحترافية مع 7 أندية في اثنين وعشرين موسمًا وسجل خلالها 79 هدفًا ضمن 488 مباراة. حيث فاز في موسم واحد بالكأس ولم يفز بأي دوري.
خاض نيك بارمبي مسيرته مع نادي توتنهام هوتسبير في موسم 1992–93 واستمر معه طيلة ثلاثة مواسم، مشاركًا في 87 مباراة سجل خلالها 20 هدف. ثم انتقل إلى نادي ميدلزبره في موسم 1995–96 ولمدة موسمين، حيث شارك في 42 مباراة سجل خلالها 8 أهداف. لينتقل بعدها إلى نادي إيفرتون في موسم 1996–97 ليلعب معه أربعة مواسم، مشاركًا في 116 مباراة سجل خلالها 18 هدفًا. ثم انتقل إلى نادي ليفربول في موسم 2000–01 ولمدة موسمين، مشاركًا في 32 مباراة سجل خلالها هدفين. هذا وانتقل لاحقًا إلى نادي ليدز يونايتد في موسم 2002–03 ولمدة موسمين، مشاركًا في 25 مباراة سجل خلالها 4 أهداف. ثم انتقل بعدها إلى نادي نوتينغهام فورست في موسم 2003–04 لمدة موسم واحد، مشاركًا في 6 مباريات سجل خلالها هدفًا واحدًا. ليعود وينتقل من جديد، لكن هذه المرة إلى نادي هال سيتي في موسم 2004–05 ليلعب معه ثمانية مواسم، مشاركًا في 180 مباراة سجل خلالها 26 هدفًا.

## روابط خارجية
- نيك بارمبي على موقع الاتحاد الدولي (مؤرشف)  (الإنجليزية)
- نيك بارمبي على موقع الاتحاد الأوربي (الإنجليزية)
- نيك بارمبي على موقع قاعدة بيانات كرة القدم.إي يو (الإنجليزية)
- نيك بارمبي على موقع ناشيونال فوتبول تيمز (الإنجليزية)
- نيك بارمبي على موقع Soccerbase.com (لاعب) (الإنجليزية)
- نيك بارمبي على موقع Soccerbase.com (مدرب) (الإنجليزية)
- نيك بارمبي على موقع عالم كرة القدم.نت (الإنجليزية)